# Mauro Morassi
Mauro Morassi, né en 1926 à Trente (Italie) et mort en août 1966 dans le district d'Isoka (Zambie), est un réalisateur et scénariste italien.

## Biographie
Il a travaillé comme assistant réalisateur sur plusieurs comédies telles que Totò, Peppino et la danseuse (1956) et Totò faux-monnayeur (1958).
Son premier long-métrage en tant que réalisateur et scénariste est Le Chéri de maman (1957). Il a travaillé avec Adriano Celentano, Bud Spencer, Terence Hill et Ennio Morricone. Pour son quatrième film Le Succès, il a été remplacé par Dino Risi au cours du tournage.
Il est mort dans un accident de voiture en Zambie alors qu'il se rendait en Tanzanie. 

## Filmographie
- 1957 : Le Chéri de maman (Il cocco di mamma)
- 1959 : Pousse pas grand-père dans les orties (Juke box - Urli d'amore)
- 1961 : Mariti in pericolo
- 1963 : Le Succès (Il successo), coréalisé avec Dino Risi